# Taira no Kanemori

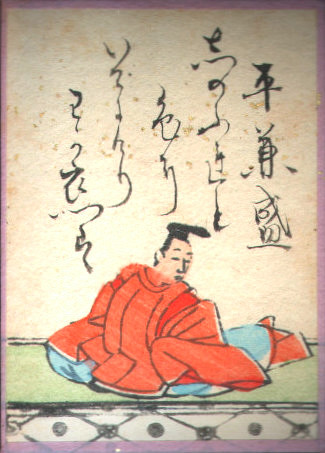
Taira no Kanemori, dans l'Ogura Hyakunin Isshu.

Taira no Kanemori ( ?, 991, 平 兼盛) est un poète waka du milieu de l'époque de Heian et un noble japonais. Il fait partie des trente-six grands poètes et un de ses poèmes est inclus dans l'anthologie bien connue, le Hyakunin Isshu. Il est membre du clan Taira.
Les poèmes de Kanemori sont inclus dans plusieurs anthologies officielles de poésie de l'époque de Heian. Il reste une collection personnelle appelée Kanemorishū (兼盛集). Sa fille Akazome Emon est également une poétesse waka reconnue bien qu'elle soit habituellement identifiée comme la fille de son père adoptif, Akazome Tokimochi.